# Helcogrammoides chilensis
Helcogrammoides chilensis — є видом трьохперок, що поширений у Пацифіці біля берегів Чилі. Морська субтропічна демерсальна риба, сягає довжини 7.8 см.